# Alexia Rivas
Alexia Rivas Serrano (Ponferrada, León; 20 de enero de 1993) es una periodista española que ha participado como presentadora y reportera en diferentes medios de comunicación como Marca, 13TV, La Sexta o Telecinco. Saltó a la popularidad en España por el conocido «Merlos Place», durante la pandemia por el COVID-19, cuando la reportera apareció de fondo en una videollamada de Alfonso Merlos en su casa, destapándose así una infidelidad a la pareja de éste.

## Biografía
Nacida en Ponferrada (León) en 1993, estudió en la Escuela Superior de Arte Dramático de Galicia entre 2011 y 2013. Más tarde, se mudó a Madrid, donde se graduó en periodismo por la Universidad Rey Juan Carlos en 2016. Comenzó su experiencia en Marca Plus, sección del diario deportivo Marca, como reportera, redactora y presentadora. Más tarde presentó de manera eventual un magazín de actualidad en Castilla y León Televisión. Después, fue redactora y reportera en el informativo deportivo de 13TV y en los informativos de la misma cadena. Además de trabajar en varias cadenas de televisión, también ha trabajado como actriz de la mano del youtuber Jorge Cremades, participando en varios cortos de humor.
En 2017 se une al equipo de reporteros de Más vale tarde en La Sexta, en el que se mantiene hasta 2018. Ese mismo año se incorpora como reportera, redactora y colaboradora en el programa de Telecinco Socialité, presentado por María Patiño. En dicho programa se mantiene hasta el escándalo «Merlos Place» en 2020. En marzo de 2021 se confirma su fichaje como concursante de Supervivientes en Telecinco. Tras 35 días en el concurso, Alexia, se convirtió en la 3.ª expulsada de la edición. Tras su participación en Supervivientes, ficha como colaboradora de Sobreviviré en Mitele, presentado por Nagore Robles. En septiembre se estrenó como colaboradora de Ya es mediodía.

### Escándalo del «Merlos Place»
En abril de 2020, coincidiendo en pleno confinamiento domiciliario por la pandemia del COVID-19, Alexia protagonizó el escándalo conocido como «Merlos Place» junto con Alfonso Merlos y Marta López. Hay que destacar que Alexia Rivas, como graduada en Periodismo, ya era conocida por su trabajo en Socialité. Este hecho se debe a que, durante una emisión del programa Estado de Alarma —emitido en YouTube y grabado en su vivienda habitual, debido al confinamiento— se descubre una infidelidad por parte de Merlos a López con Alexia, que aparecía por un descuido en bikini de fondo. Primeramente, el escándalo se convirtió en trending topic en redes sociales. Días después, salto a la prensa rosa, donde se estuvo comentando el tema en diversos medios de comunicación, revistas y programas de televisión. El tema también fue tratado por la prensa internacional, llegando a ser comentado por Whoopi Goldberg en el programa The View.

## Trayectoria
| Año             | Título                                      | Cadena             | Notas                       |
| --------------- | ------------------------------------------- | ------------------ | --------------------------- |
| 2013            | Tribuna Madridista                          | Web Radio          | Colaboradora                |
| 2014 – 2015     | Marca Plus                                  | Marca TV           | Presentadora                |
| 2016            | Magazine Castilla y León                    | CyLTV              | Presentadora                |
| 2017            | Deportes 13TV                               | 13TV               | Reportera                   |
| 2017            | Informativos 13TV                           | 13TV               | Reportera                   |
| 2017 – 2018     | Más vale tarde                              | La Sexta           | Reportera                   |
| 2018 – 2020     | Socialité                                   | Telecinco          | Reportera                   |
| 2021            | Supervivientes                              | Telecinco / Cuatro | Concursante - 3.ª expulsada |
| 2021            | Secret Story: La casa de los secretos       | Telecinco / Cuatro | Colaboradora                |
| 2021            | Sobreviviré                                 | Mitele Plus        | Colaboradora                |
| 2021 – 2022     | Viernes Deluxe                              | Telecinco          | Invitada                    |
| 2021 – 2023     | Ya es mediodía                              | Telecinco          | Colaboradora                |
| 2022            | Ya son las ocho                             | Telecinco          | Colaboradora                |
| 2022            | Supervivientes: Rumbo a Honduras            | Mitele PLUS        | Presentadora                |
| 2022            | Supervivientes: Primeras horas en Honduras  | Mitele PLUS        | Presentadora                |
| 2022            | Supervivientes: Infiltrados en Honduras     | Mitele PLUS        | Presentadora                |
| 2022            | Ya es verano                                | Telecinco          | Colaboradora                |
| 2022            | Pesadilla en El Paraíso                     | Telecinco          | Colaboradora                |
| 2022 – presente | Supervivientes: Conexión Honduras           | Telecinco          | Colaboradora                |
| 2022 – presente | Supervivientes: Tierra de Nadie             | Telecinco          | Colaboradora                |
| 2022 – presente | Fiesta                                      | Telecinco          | Colaboradora                |
| 2023 – presente | Vamos a ver                                 | Telecinco          | Colaboradora                |
| 2023            | Viernes Deluxe                              | Telecinco          | Colaboradora                |
| 2023            | Cuatro al día                               | Cuatro             | Colaboradora                |
| 2023            | Gran Hermano VIP: El Debate                 | Telecinco          | Colaboradora                |
| 2024-presente   | Gran Hermano Dúo: El Debate                 | Telecinco          | Colaboradora                |
| 2024-presente   | Vamos a ver verano                          | Telecinco          | Colaboradora                |
| 2024            | TardeAR                                     | Telecinco          | Colaboradora                |
| 2024            | Los vecinos de la casa de al lado           | Mitele PLUS        | Colaboradora                |
| 2024            | Supervivientes All Stars: Conexión Honduras | Telecinco          | Colaboradora                |
| 2025-presente   | Gran Hermano Dúo: Límite 48 horas           | Telecinco          | Colaboradora                |